# Варти, Роуэн
Роуэн Варти (англ. Rowan Varty, кит. 華路雲, родился 20 марта 1986 года в Лондоне) — гонконгский регбист британского происхождения, выступающий за клуб «Гонконг Крикет Клаб» (в коммерческих турнирах — «Герберт Смит Фрихиллс») и за сборную Гонконга. Действующий рекордсмен по числу занесённых попыток (24) и набранных очков (12) в составе гонконгской сборной. Имеет опыт игры и за сборную Гонконга по регби-7.

## Биография

### Личная жизнь
Роуэн родился в Лондоне. Отец — британец, мать — наполовину китаянка, наполовину португалка. У Роуэна есть сестра Линдси, которая выступает за женскую сборную Гонконга по регби-7. Варти вырос в Гонконге, где учился в школе короля Георга V. Выпускник Ноттингемского университета (специальность «Юриспруденция») и аспирант Гонконгского университета. Вне своей спортивной карьеры Варти работал в гонконгской юридической компании «Tanner De Witt», в сентябре 2014 года он стал квалифицированным солиситором. Специализируется на вопросах иммиграции.

### Регбийная карьера
За время своей учёбы Роуэн увлёкся регби (как регби-15, так и регби-7), выступая в большом регби на позициях крыльевого (11 и 14) или замыкающего (15). На время учёбы в Гонконгском университете и работы с юридической фирмой «Tanner De Witt» он сделал паузу в карьере, но затем продолжил выступать на профессиональном уровне, при этом продолжая работать юристом. В 2004 году в турнире по регби-7 имени Билла Уильямса он в составе сборной школы короля Георга V победил команду школы Айленд со счётом 21:5. На профессиональном уровне играл за японский клуб «Тойота Индастриз Шаттлз» и гонконгские команды «Тайгерс» и «Гонконг Крикет Клаб», который сейчас представляет в чемпионате Гонконга.
В сборной Гонконга Варти дебютировал в возрасте 18 лет в 2005 году, выйдя на замену в матче против Сингапура. В 2013 году Варти официально получил паспорт гражданина Гонконга. В составе сборной по регби-7 он играл на чемпионатах мира в Гонконге, Дубае и Москве. В активе Варти есть три серебряные медали: Восточноазиатских игр 2009 года и Азиатских игр 2010 и 2014 годов.
В апреле 2013 года Варти был включён в заявку регбийного клуба звёзд «Барбариан», базирующегося в Англии, на матчи против сборных Англии и Великобритании («Британских и ирландских львов»). Он сыграл один матч за клуб против Англии, выйдя на замену вместо Тимоси Нагуса.
В 2015 году стал лауреатом премии «Легенда Гонконга», учреждённой организаторами Гонконгского ежегодного турнира по регби-7.